# Lerfallets naturvårdsområde
Lerfallets naturvårdsområde är ett naturvårdsområde (som sedan 1999 likställs med naturreservat) i Vindelns kommun i Västerbottens län. 
Naturvårdsområdet bildades 1990 och omfattar 7,5 hektar. Det ligger nordväst om Hällnäs och består av skog, ett vattendrag med våtmarker och lervulkaner.